# Marché du 7e kilomètre
Le marché du 7e kilomètre, officiellement le marché Avangard (ukrainien : Авангард), est un marché en plein air situé dans la ville d'Odessa, ville portuaire d'Ukraine et capitale administrative de l'oblast d'Odessa.
Son nom fait référence au fait qu'il est situé à 7 kilomètres d'Odessa, sur la route d'Ovidiopol. Il est l'un des plus importants marché en plein air d'Ukraine.

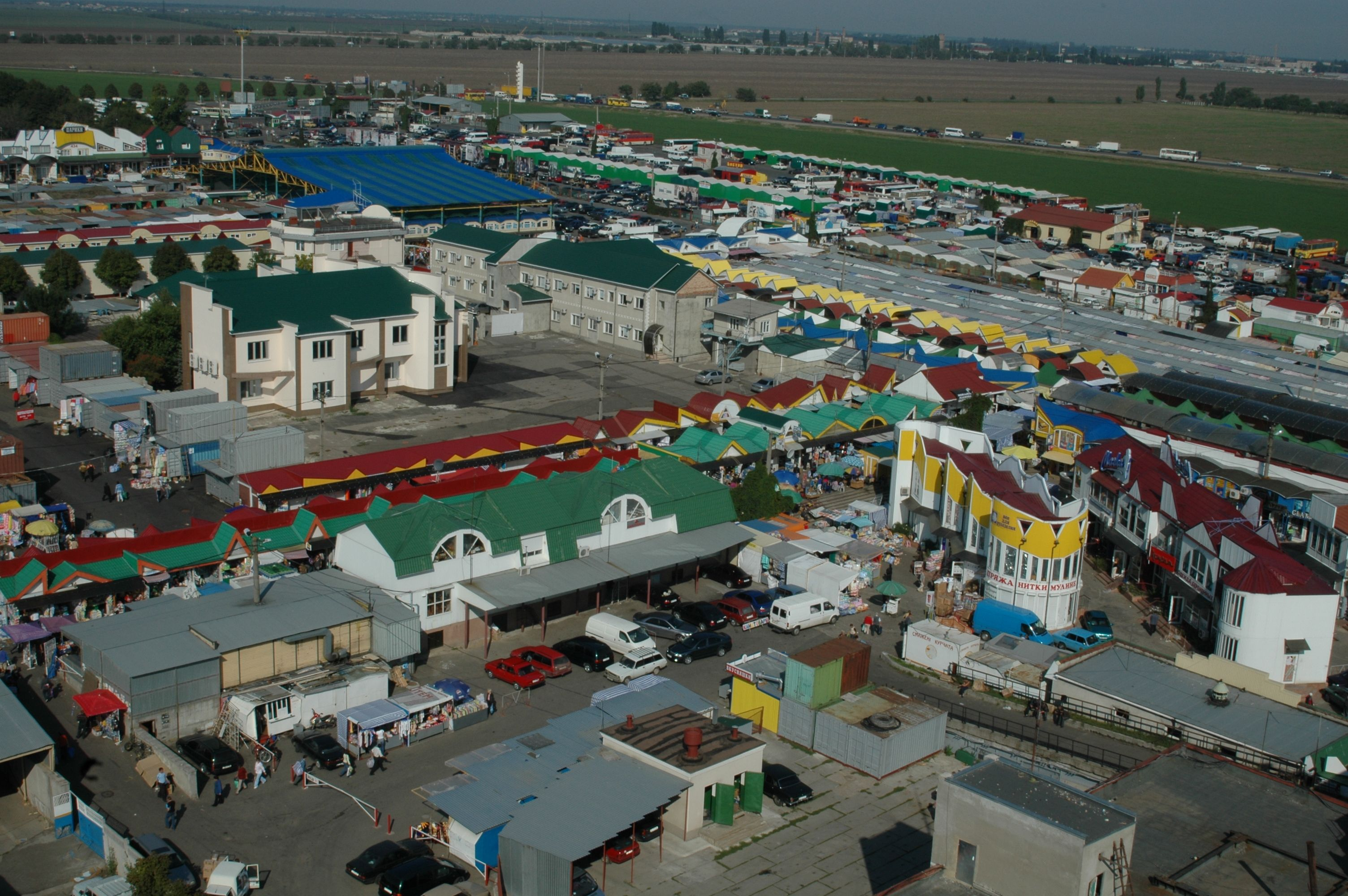
Vue aérienne, 2006